# Бруславець
Бруславець — струмок  в Україні, у Сторожинецькому й Кіцманському  районах Чернівецької області, правий доплив Брусниці  (басейн Дунаю).

## Опис
Довжина струмка приблизно 6 км. Формується з багатьох безіменних струмків.  

## Розташування
Бере  початок на північному заході від села Костинці. Тече переважно на північний захід через Нижні Станівці і впадає у річку Брусницю, праву притоку Пруту.